# MotoGP (jeu vidéo, 2000)
MotoGP est un jeu vidéo de course développé et édité par Namco, sorti en 2000 sur PlayStation 2.

## Accueil
- Jeuxvideo.com : 15/20[1]